# Biyon Kattilathu

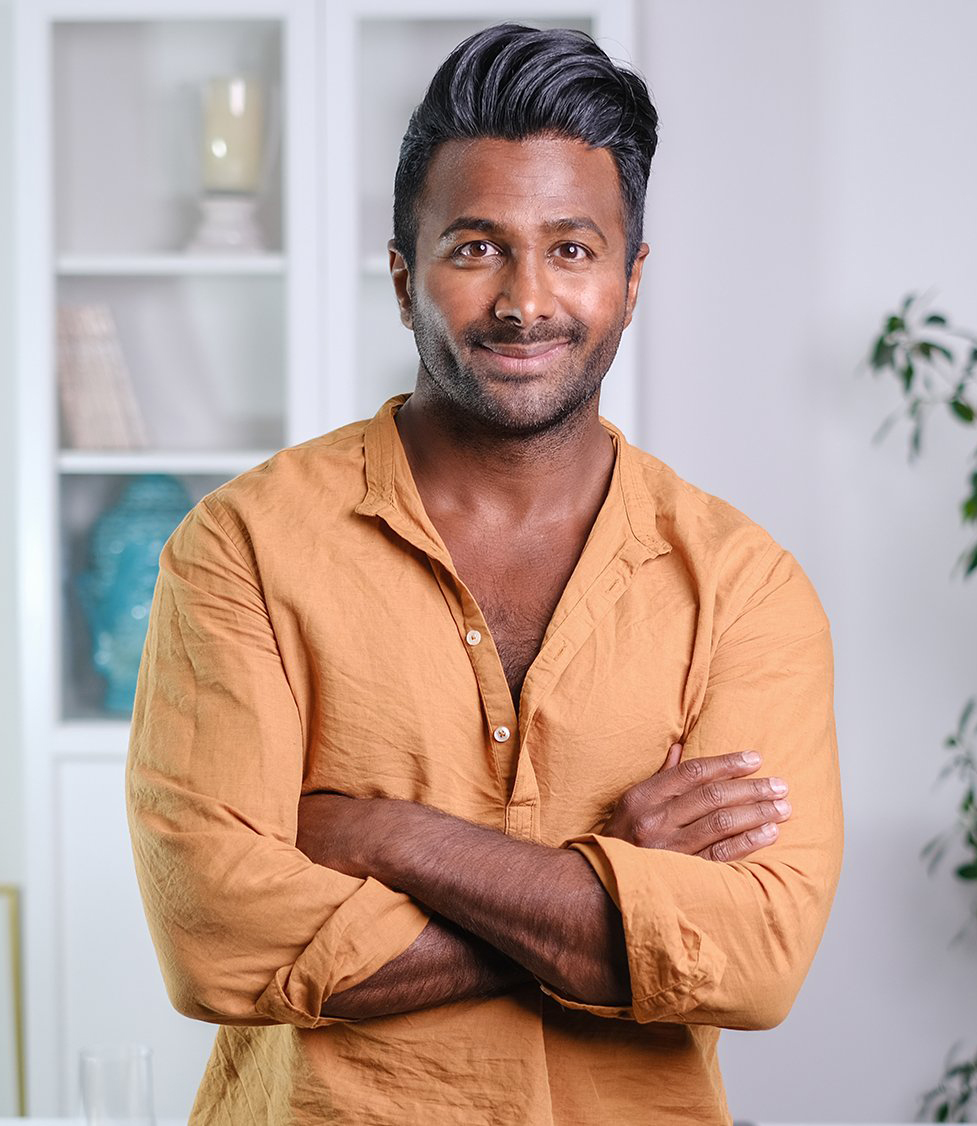
Biyon Kattilathu (2021)

Biyon Kattilathu (* 28. April 1984 in Hagen) ist ein deutscher Autor, Motivationstrainer, Podcaster und Sänger.

## Leben
Kattilathu wuchs als Sohn indischer Einwanderer in Hagen im Ruhrgebiet auf. Seine Mutter kam mit 17 Jahren aus dem indischen Kerala nach Deutschland und arbeitete als Krankenpfleger. Sein Vater folgte später und arbeitete in einem Krankenhauslabor. Kattilathu hat einen älteren Bruder. Laut eigener Aussage kam er als Jugendlicher in Konflikt mit dem Gesetz und musste Sozialstunden ableisten.
Kattilathu studierte Ingenieurwissenschaften an der TU Dortmund und der Bergischen Universität Wuppertal und schloss als Diplom-Wirtschaftsingenieur ab. Anschließend promovierte er in Wirtschaftswissenschaften zum Thema Kundenzufriedenheit als Untersuchungsgegenstand im Kontext von StartUps.
2007 nahm er an der 4. Staffel von Deutschland sucht den Superstar teil, wo er unter die letzten 40 kam. Er war Kandidat in der ARD-Show Null gewinnt und bei Wer wird Millionär?, wo er 32.000 Euro gewann. Mit dem Preisgeld beglich er seine Bafög-Schulden. 2016 startete er einen Weltrekordversuch, bei dem er 111 Menschen in einer Minute umarmte. 2017 küsste er in einer ähnlichen Aktion 129 Personen auf die Wange. Beide Veranstaltungen wurden von Sponsoring-Aktionen begleitet, die Erlöse gingen an ein Kinderhospiz. 2024 nahm Biyon Kattilathu an der 17. Staffel von Let’s Dance teil. Zusammen mit der Profi-Tänzerin Marta Arndt erreichte er den 8. Platz.
Kattilathu veröffentlicht Motivationsvideos auf Facebook, YouTube, Instagram und TikTok und ist als Keynote-Speaker und Motivationstrainer tätig. Er hält Vorträge, Workshops und Praxisseminare für Konzerne und Marken wie Schwarzkopf, Vapiano und Bosch.
Gemeinsam mit dem Fußballspieler Marco Reus moderiert er das YouTube-Format UNSPOKEN.
Am 20. September 2024 veröffentlichte er seine Debütsingle Bunte Farben auf dem Label Electrola, eine von Chima Ede produzierte Deutschpop-Ballade.

## Bücher und Hörbücher

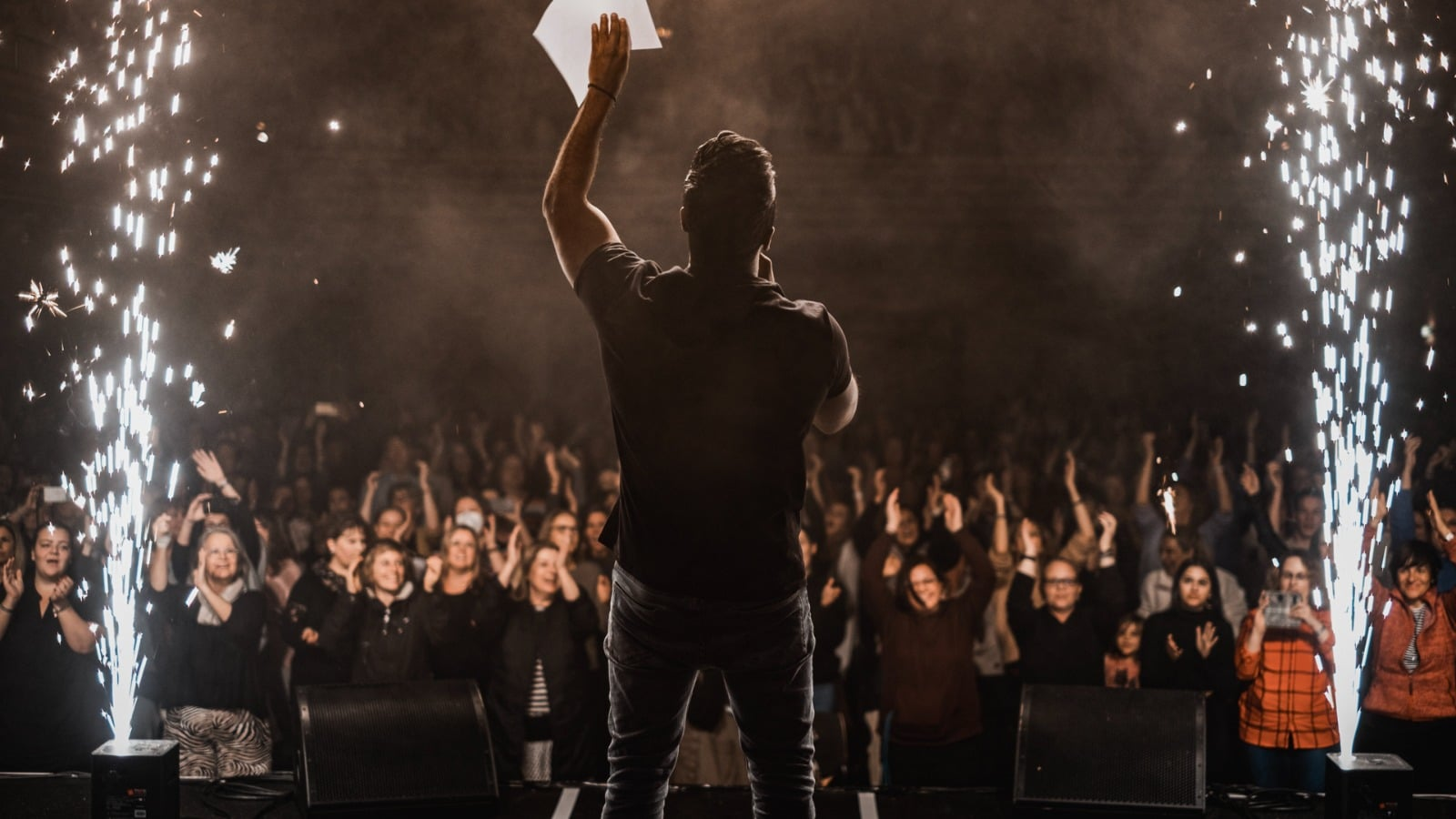
Biyon Kattilathu im November 2021 bei seiner Bühnenshow in Zürich

Sein 2018 erschienenes Hörbuch „Glücksgeschichten: 20 inspirierende Geschichten, die mein Leben verändert haben“ erreichte Platz 5 der Spiegel-Bestsellerliste Hörbücher. Im Rahmen der Veranstaltungsreihe Learn4Life sprach er vor österreichischen Schulklassen. Insbesondere in Problembezirken hält er ehrenamtlich Vorträge an Schulen. Seit 2019 tourt er im deutschsprachigen Raum mit seinem Soloprogramm „...Weil jeder Tag besonders ist“, einer Mischung aus Motivationstraining, Kabarett und in Anekdoten verpackte Ratschläge.
2019 erschien das Buch „Der Rikscha-Fahrer, der das Glück verschenkt“ im Gräfe und Unzer Verlag und erreichte Platz 4 in der Spiegel-Bestsellerliste Sachbuch. Im Buch geht es um einen Rikscha-Fahrer, der Gäste durch Neu-Delhi fährt und ihnen bei ihren Problemen hilft und Ratschläge gibt. Am Ende jedes Kapitels kann der Leser eine Videobotschaft abrufen, in der Kattilathu die Orte in Indien zeigt und über die Inhalte reflektiert. Literaturkritiker Denis Scheck bezeichnete das Werk in seiner Sendung Druckfrisch als „haarsträubende Ansammlung banalster Binsenweisheiten“.
2020 veröffentlichte er sein zweites Buch „Weil jeder Tag besonders ist: Dein Tagebuch“, das helfen soll, positive Routinen zu finden. Es erreichte Platz 20 der Spiegel-Bestsellerliste Leben & Gesundheit. Im Dezember 2020 erschien sein Buch Weil ich es wert bin!: 101 Herzensgedanken für sie, welches sich speziell an Frauen richtet, im Eigenverlag. Es erreichte Platz 4 der deutschen Buch-Charts in der Kategorie „Belletristik“. Die Fortsetzung Weil ich es wert bin! Das 2. Kapitel: 267 Herzensgedanken für sie, erschien im November 2021. Im Oktober 2022 erschien sein Buch Spaziergang zu dir selbst: Eine magische Reise zu mehr Achtsamkeit, Selbstliebe und Glück, welches Platz 2 der Spiegel-Bestsellerliste in der Kategorie „Hardcover Sachbuch“ erreichte. Scheck kommentierte: „Der selbsterklärte ,Motivations-Entertainer‘ Biyon Kattilathu häuft Phrasen über Phrasen aus der Achtsamkeits-, Selbstliebe-, Akzeptanz-Schublade auf, was mich weder motiviert noch entertaint.“
Im September 2024 veröffentlichte Biyon Kattilathu sein Buch Die Fragen deines Lebens: Wie du alle Antworten in dir selbst finden kannst, welches Platz 6 der Börsenblatt-Bestsellerliste erreichte.
Seit dem Jahr 2022 ist Kattilathu mit seinem zweiten Solo-Programm Lebe. Liebe. Lache in Deutschland, Österreich, der Schweiz und im deutschsprachigen Italien auf Tour. Im März 2025 trat er mit seinem Show-Programm erstmals im Nationaltheater von Namibia in Windhoek auf.

## Privates
Kattilathu lebt in Hagen und hat mit der Webvideoproduzentin Sheila Gomez einen Sohn. 2023 schuf der Komiker Oliver Pocher als Parodie Kattilathus die Kunstfigur Dalai Karma (Anspielung auf Dalai Lama und Karma), nachdem die Trennung von dessen Frau Amira Pocher bekannt geworden war. Sie und Kattilathu hatten ein gemeinsames anwaltliches Schreiben veröffentlicht, in dem eine Beziehung der beiden dementiert wird.
Biyon Kattilathu engagiert sich ehrenamtlich gegen Cyber-Mobbing und ist Botschafter des Vereins Cybermobbing-Hilfe e.V.

## Veröffentlichungen

### Bücher
- Die Farben des Fortschritts: neun neue Strategien gegen das Schwarz-Weiß-Denken. Profiler’s Publishing, Bielefeld 2017, ISBN 978-3-945112-49-6. (2 CDs)
- Der Rikscha-Fahrer, der das Glück verschenkt. Gräfe und Unzer, München 2019, ISBN 978-3-8338-6950-1.
- Weil jeder Tag besonders ist: Dein Tagebuch. Gräfe und Unzer, München 2020, ISBN 978-3-8338-7039-2.
- Weil ich es wert bin!: 101 Herzensgedanken für sie. Inderleicht (Eigenverlag), Hagen 2020, ISBN 978-3-00-067153-1.
- Weil ich es wert bin! Dein Journal: Eine persönliche Reise zu mehr Selbstliebe. Inderleicht (Eigenverlag), Hagen 2021, ISBN 978-3-9823184-0-0.
- Weil ich es wert bin! Das 2. Kapitel: 267 Herzensgedanken für sie. Inderleicht (Eigenverlag), Hagen 2021, ISBN 978-3-9823184-1-7.
- Spaziergang zu dir selbst. Eine magische Reise zu mehr Achtsamkeit, Selbstliebe und Glück. Gräfe und Unzer, München 2022, ISBN 978-3-8338-8606-5.
- P.S. Ich liebe mich: 40 spannende Übungen für mehr Selbstliebe, Achtsamkeit und Lebensglück! Inderleicht (Eigenverlag), Hagen 2023, ISBN 978-3-9823184-2-4.
- Die Fragen deines Lebens: Wie du alle Antworten in dir selbst finden kannst. Kailash, München 2024, ISBN 978-3-424-63263-7.

### Hörbücher
- Das Power Bewusstsein: Deine sechs Kräfte zu mehr Selbstbewusstsein. Optimistic Records (Universal Music), 2015.
- Glücksgeschichten: 20 inspirierende Geschichten, die mein Leben verändert haben. Hörbuch, Nova MD, Vachendorf 2018, ISBN 978-3-96111-381-1.
- Der Rikscha-Fahrer, der das Glück verschenkt. Hörbuch, Nova MD, Vachendorf 2020, ISBN 978-3-96698-603-8.
- Spaziergang zu dir selbst. Eine magische Reise zu mehr Achtsamkeit, Selbstliebe und Glück. GU Audiobook, München 2022, ISBN 978-3-83388-833-5.
- Die Fragen deines Lebens: Wie du alle Antworten in dir selbst finden kannst. Arkana, München 2024, ISBN 978-3-44234-897-8.

### Single
- Bunte Farben, Electrola, 2024.